# Франсіско Морасан
Хосе Франсіско Морасан Кесада (ісп. José Francisco Morazán Quesada; 3 жовтня 1792 — 15 вересня 1842) — державний і політичний діяч, тричі був президентом Гондурасу, президент Сальвадору, шостий голова держави Коста-Рики.

## Біографія
Народився в заможній креольській родині вихідців з французьких Антильських островів, а його дід був корсиканцем. Здобув юридичну освіту. 1821 року вступив на службу до армії в чині лейтенанта, й у листопаді того ж року взяв участь у проголошенні в місті Комаягуа незалежності Гондурасу від Мексиканської імперії. 11 грудня 1825 року в Комаягуа, що на той час була столицею країни, Морасан був серед тих, хто ухвалив першу конституцію Гондурасу. Того ж року він одружився, мав одну дочку у шлюбі та чотирьох синів поза ним.
1824 року Морасана призначили Генеральним секретарем уряду Гондурасу, а за два роки обрали на посаду голови Палати представників країни. Був лідером Ліберальної партії Гондурасу.
1827 року, після консервативного державного перевороту, був змушений піти у відставку, а потім його заарештували. Вийшовши на свободу, втік до Сальвадору, а звідти — до Нікарагуа, де сформував армію зі своїх прибічників-лібералів. З нею він вирушив до Гондурасу, де 11 листопада 1827 року біля Сабанагранде розбив війська генерала-консерватора Хосе Хусто Мільї, який правив Гондурасом. 12 листопада війська Морасана ввійшли до Тегусігальпи, а 26 листопада — до столиці, Комаягуа. 27 листопада 1827 року Морасана проголосили президентом Гондурасу.
У 1828—1829 роках Франсіско Морасан розбив армії своїх противників — консерваторів у Сальвадорі та Гватемалі, ставши командувачем «союзної армії» Центральної Америки. 4 грудня 1829 року він як голова Ліберальної партії знову був обраний на пост президента Гондурасу.
У липні 1830 року його обрали президентом Федеративної Республіки Центральної Америки, через що 28 липня 1830 року він передав президентство в Гондурасі Хосе Сантосу дель Вальє, а сам переїхав до Гватемали, щоб очолити всю Центральну Америку.
Однак прогресивні реформи Морасана наштовхнулись на спротив з боку католицької церкви та консервативних сил. У 1831—1832 роках почастішали повстання, що їх підбурювали консерватори — особливо у Гватемалі та Сальвадорі, втім їх було придушено військовою силою. 1835 року Морасан знову був обраний президентом Центральноамериканської федерації та перебував на тій посаді до 1839 року.

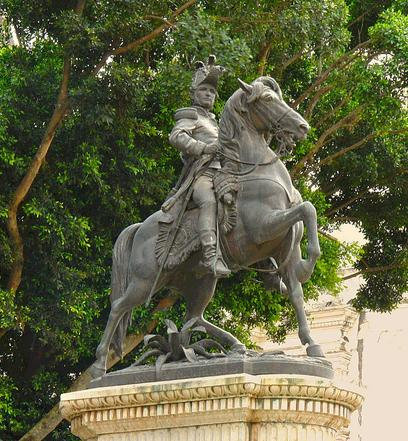
Пам'ятник Морасану на центральному майдані Тегусігальпи. Гондурас

1837 року почалось нове потужне повстання у Гватемалі, спричинене боротьбою ліберального уряду з привілеями католицької церкви (закриття монастирів, розпуск духовних орденів тощо), а також епідемією холери. На чолі того повстання стояв колишній свинопас Рафаель Каррера. Попри те, що заколотники 1838 року зазнали нищівної поразки від Морасана, з Федерації вийшли Гондурас і Коста-Рика, де до влади прийшли консерватори. Потім їхньому прикладу наслідували Нікарагуа та велика частина Гватемали (за винятком провінції Лос-Альтос).
1839 року Морасана обрали президентом Сальвадору, останнього оплоту лібералізму в Центральній Америці. 18 березня 1840 року його загони в результаті швидкого кидка зайняли місто Гватемалу — столицю власне Гватемали та всієї Центральноамериканської федерації, втім утримати її не змогли, й 21 березня їх звідти вибили сили генерала-консерватора Каррери, що мали значну перевагу.
5 квітня 1840 року Морасан подав у відставку з усіх посад та поїхав у вигнання — спочатку до Колумбії, потім — до Чилі та Перу. 1841 року він повернувся з групою прибічників морем з Гуаякіля (Еквадор) до Центральної Америки, висадився в Коста-Риці й 10 липня 1842 року її Установчі збори проголосила Морасана президентом Коста-Рики, однак уже 14 вересня його повалили, 15 вересня засудили й наступного дня розстріляли на центральному майдані Сан-Хосе.